# Helminthosphaeria corticiorum
Helminthosphaeria corticiorum är en svampart som beskrevs av Höhn. 1907. Helminthosphaeria corticiorum ingår i släktet Helminthosphaeria och familjen Helminthosphaeriaceae.  Arten är reproducerande i Sverige. Inga underarter finns listade i Catalogue of Life.